# القاعدة النسبية

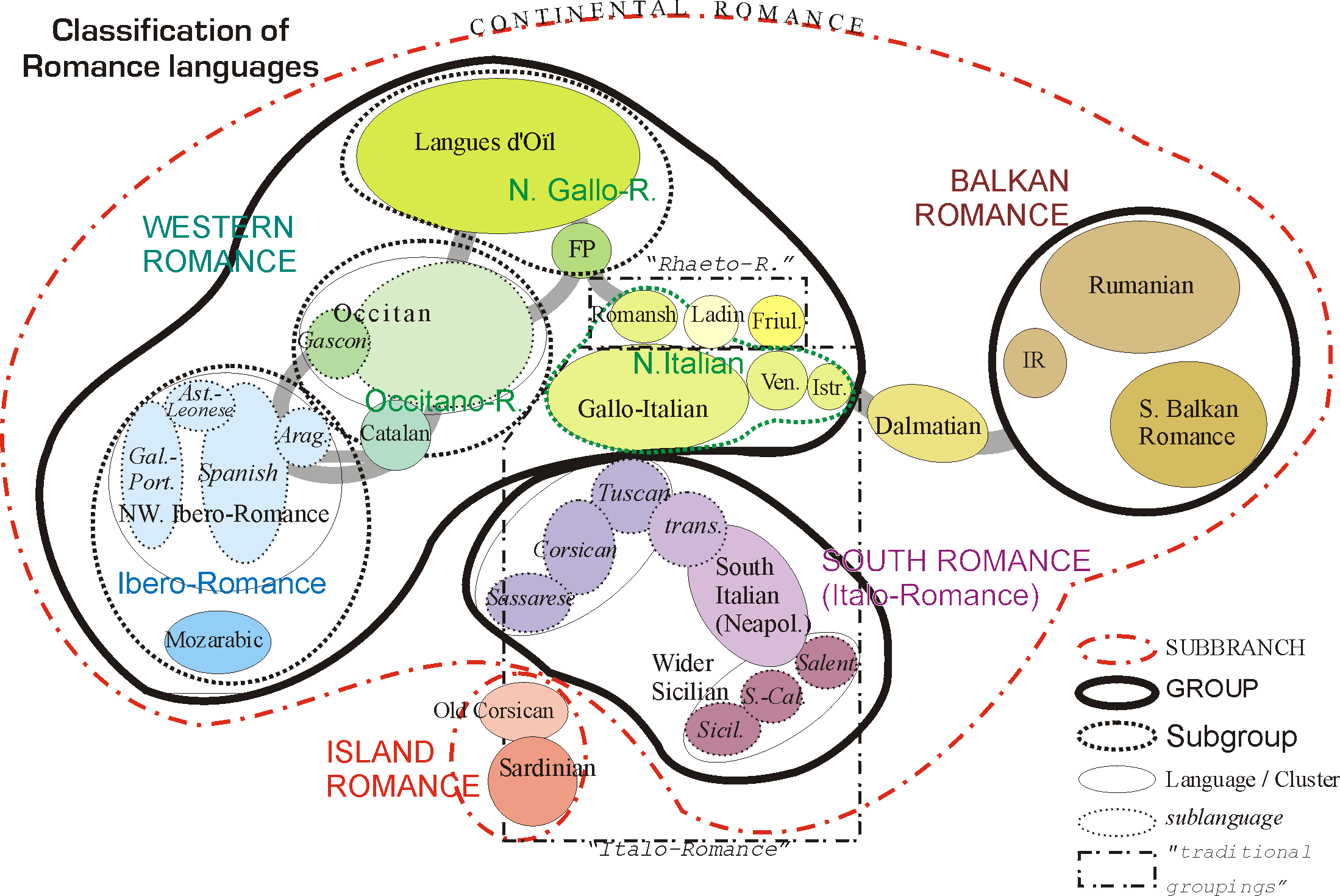

طبقاً لعلم اللسانيات، تُعد القاعدة النسبية تقنية لدراسة تطور اللغات بواسطة مقارنة السِمات بين لغتين أو أكثر بينهما تقارب جيني من سلف مشترك، ثم استقرائها من الأصل لاستنتاج خصائص ذلك السلف. تتعارض القاعدة النسبية مع قاعدة إعادة الهيكلة الداخلية، التي تستنتج التطور الداخلي للغة معينة بواسطة تحليل خصائص تلك اللغة. عادةً، تُستعمل كلتا الطريقتين لإعادة تشكيل مراحل اللغة في عصور ما قبل التاريخ، ولملء الفراغات في سجلات تأريخ اللغة، ولاستكشاف التطورات الحاصلة في مخارج الحروف وعلوم الصرف والأنظمة اللغوية، لتأكيد العلاقات المُفترضة بين اللغات أو دحضها.
تطورت القاعدة النسبية عبر القرن التاسع عشر. ساهم في التطوير أساسًا الباحثان الدنماركيان رامسوس راسك وكارل فيرنير والباحث الألماني جيكوب غريم. يُعد أوغست شلايشر أول عالم لغوي يقدم تشكيلات معادة البناء من اللغة الأولية، في كتابه موجز القواعد المُقارنة بين اللغات الهندو-أوروبية والسنسكريتية واليونانية واللاتينية، الذي نُشر للمرة الأولى عام 1861. تفسير شلايشر لسبب تقديمه تشكيلات معادة البناء: يسعى البحث الحالي لاستعراض اللغة الهندو-أوروبية البدائية بجانب اللغات الموجودة المشتقة منها. إضافةً إلى فوائد هذا المشروع، في وضع النتائج النهائية للبحث مباشرةً أمام أعين الطالب بوضوح، ومن ثم يُسهل استيعابه لطبيعة اللغات الهندو-أوروبية الموجودة، ولا تقل الفائدة المرجوّة أهميةً عن ذلك، لا سيما بيان خطأ ادعاء اشتقاق اللغات غير الهندية والهندو-أوروبية من اللغة الهندية القديمة (السنسكريتية).

## التعريف

### المبادئ
تهدف القاعدة النسبية لتحديد وتفسير منهجية التطابق بين علم التصريف الصوتي وعلم المعاني بين لغتين موثقتين أو أكثر. إن تعذر شرح التطابق نتيجةً للاتصال اللغوي، كالألفاظ الدخيلة والصفات المشتركة وغيرها، وإن كانت ضخمة كفاية، ومنهجية فلا يمكن رفضها نتيجةً لصدفة عشوائية، عندها يمكن افتراض أنها منحدرة من لغة بدائية واحدة.
يمكن سلسلة من التغيرات اللفظية -إضافةً إلى قواعد اللفظ الخاصة بها- أن تُعد افتراضًا لشرح التطابق بين النماذج الموثقة، ما يؤدي تدريجيًا إلى السماح بإعادة هيكلة لغة بدائية معينة بطريقة مقارنة الحقائق اللغوية ضمن نظام عام من التطابق.
«كل حقيقة لغوية هي جزء من كل، إذ تترابط الأشياء. لا يمكن ربط معلومة بأٌخرى، لكن يمكن ربط نظام لغوي بسواه».
أنتوان مييه، القاعدة النسبية في تاريخ علم اللغة، 1966.
تُعد العلاقة مؤكدة إنْ أمكن إعادة الهيكلة للسلف المشترك على الأقل جزئيًا، ويمكن تثبيت الصوت النظامي، مع وجود فرصة لاستبعاد المتشابه منها.

### المصطلح
تُعرف السُلالة بأنها التنقل بين الأجيال، يتعلم الأطفال لغة ما من جيل الآباء، وبعد تأثرهم بأقرانهم، ينقلونها إلى الجيل القادم، وهكذا. مثلًا، تربط سلسلة مستمرة من المتحدثين عبر القرون اللاتينية العامية بجميع سلالاتها الحديثة.
ترتبط لغتان بقرابة جينية إن انحدرتا من لغة بدائية واحدة. مثلًا، تنحدر اللغتان الإيطالية والفرنسية من اللغة اللاتينية، وبذلك ينتميان لنفس العائلة، اللغات الرومانسية. وجود مصطلحات لغوية كثيرة من لغة الأصل ليس كافيًا لتحديد صلة القرابة، مثلًا، تسببت الألفاظ الدخيلة من اللغة العربية إلى اللغة الفارسية في كون الكثير من كلمات اللغة الفارسية الحديثة ذات أصل عربي، لا فارسي. ومع ذلك تُعد اللغة الفارسية من اللغات الهندو-إيرانية ولا تُعد متصلةً باللغة العربية.
يمكن اللغات أن ترتبط بنسب مختلفة من القرابة. الإنجليزية مثلًا، ترتبط باللغتين الألمانية والروسية، لكنها أقرب إلى الألمانية من الروسية. فمع ارتباط اللغات الثلاث بسلف مشترك -اللغة الهندو-أوروبية البدائية- ترتبط اللغتان الألمانية والإنجليزية بسلف مشترك أحدث -اللغة الجرمانية البدائية- الذي لا ترتبط به اللغة الروسية. وعليه تُصنف اللغتان الإنجليزية والألمانية ضمن مجموعة فرعية مختلفة، اللغات الجرمانية.
لا يُعد الاستبقاء المشترك من اللغة الأم دليلًا كافيًا على المجموعة الفرعية. مثلًا، حافظت كلتا اللغتين الألمانية والروسية على التباين بين حالة المفعولية غير المباشرة وحالة النصب من اللغة الهندو-أوروبية البدائية، التي فقدتها اللغة الإنجليزية. مع ذلك، لا يُعد ذلك دليلًا على قرابة اللغة الألمانية من اللغة الروسية أكثر من قرابتها إلى اللغة الإنجليزية، بل يعني أن التجديد ما زال قائمًا. إن التباين بين فقدان حالة المفعولية غير المباشرة وحالة النصب حدث أخيرًا في اللغة الإنجليزية، أي في حقبة أحدث من تشعب اللغة الإنجليزية من الألمانية. أُنجِزَ تقسيم اللغات المتقاربة إلى مجاميع فرعية قطعيًا بواسطة إيجاد التحديثات اللغوية المشتركة التي تميزها عن اللغة الأم، بدلًا من المميزات المُحتفَظ بها من اللغة الأم.

## الأصل والتطور

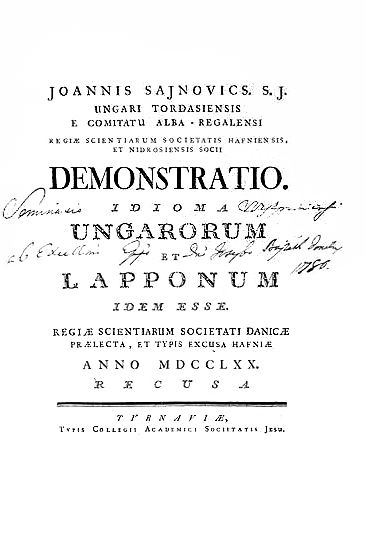
غلاف كتاب Demonstratio Idioma Ungarorum et Lapponum esse idem بقلم اللغوي المجري يانوس ساينوفيتش، نُشر عام 1770 (كوبنهاغن).

في العصور القديمة، أدرك الرومان التقارب الموجود بين اللغتين الإغريقية واللاتينية، لكنهم لم يدرسوها بطريقة منهجية. فسروها في بعض الأحيان بطريقة خيالية، نتيجة لكون روما مستعمرة إغريقية تتحدث بلهجة دونيّة.
مع إمكانية وصول علماء قواعد اللغة في العصور القديمة إلى اللغات المُحيطة بهم -الأوسكانية والأمبرية والإتروية والغالية والمصرية والفرثية وغيرها- لم يهتموا كثيرًا بالمُقارنة أو الدراسة أو توثيق تلك اللغات فقط. بدأت المقارنة بين اللغات بعد انتهاء فترة العصور القديمة.

### أوائل الأعمال
في القرن التاسع أو العاشر ميلاديًا، قارن يهوذا بن قريش بين علم النطق وعلم الصرف في اللغات العبرية والآرامية والعربية، لكنه نسب التشابه إلى قصة الفيضان التوراتية في بابل، وحفاظ إبراهيم وإسحاق ويوسف على لغة آدم، مع تغير اللغات الأخرى عن اللغة العبرية الأصلية.
في منشورات عامي 1647 و1654، وصف ماركوس فان بوكسورن أول منهجية دقيقة للمقارنات اللغوية التاريخية، واقترح وجود اللغة الهندو-أوروبية البدائية، التي أسماها السكوثية، وهي غير مرتبطة باللغة العبرية لكن تنحدر منها اللغات الألمانية واللاتينية والفارسية والسنسكريتية والسلافية والكلتية والبلطية. تطورت النظرية السكوثية فيما بعد بواسطة أدريا ييغر (1686) وويليام ووتن (1713)، اللذان أحدثا نقلة في إعادة هيكلة اللغات البدائية الشائعة. عامي 1710 و1723، صاغ لامبرت تن كيت أول تنظيم للتغيرات اللفظية، ومنها اعتماد مصطلح الجذور.

حاول جانوس ساجنوفيكس إثبات العلاقة بين لغتين على أساس التشابه بين القواعد ومعجم المصطلحات عام 1770، عندما حاول إيضاح العلاقة بين اللغات السامية والهنغارية. وسّع سامويل غيارماثي البحث لاحقًا ليشمل جميع اللغات الفنلندية-الأوغرية سنة 1799. ومع ذلك، يُعزى أصل اللغويات التاريخية الحديثة للسير ويليام جونز، وهو فقيه لغوي بريطاني عاش في الهند، كتب إفادته الشهيرة عام 1786:
مهما بلغ قِدَم اللغة السنسكريتية، فهي ذات بُنية جميلة للغاية، مُتقنة أكثر من اللغة الإغريقية، ووافرة أكثر من اللاتينية، ودقيقة أكثر من كليهما، غير أنها متعلقة بهما بصلة قرابة، من ناحية جذور الأفعال وضروب القواعد، مما يكون محتمل الحدوث بمحض الصدفة، بالغة القوة إذ لا يمكن فقيه لغوي أن يختبر ثلاثتها دون الاعتقاد بوجود مصدر مشترك لنشأتها، ربما لم يعد موجودًا. يوجد سبب مشابه، غير أنه ليس مُقنعًا للغاية، يفترِض أن اللغتين الجرمانية والكلتية اندمجتا مع مصطلح مختلف للغاية، ولهما نفس أصل اللغة السنسكريتية، وربما أُضيفت اللغة الفارسية القديمة لنفس العائلة.

### علماء اللغة المُقارِنين
طورّت القاعدة النسبية محاولات لإعادة هيكلة اللغة البدائية التي ذكرها جونز، التي لم يُسميها، لكن علماء اللغة اللاحقين أطلقوا عليها تسمية اللغة الهندو-أوروبية البدائية. أول محاولات المقارنة الاحترافية بين اللغات الهندو-أوروبية أنجزها عالم اللغة الألماني فرانز بوب عام 1816. لم يحاول إعادة هيكلتها لكنه بيّن وجود هيكلة ومعجم مصطلحات مُشتركين بين اللغات الإغريقية واللاتينية والسنسكريتية. سنة 1808، ذكر فريدريك شليغل للمرة الأولى أهمية استخدام الهيئة الأقدم للغة ما قدر المستطاع عند محاولة إثبات صلات قرابتها، عام 1818، حدّث رامزوس كريستين راسك مبدأ التغيرات الصوتية النظامي لتوضيح ملاحظاته حول التشابه بين الكلمات المختلفة في اللغات الجرمانية ومرادفاتها في اللغتين الإغريقية واللاتينية. استخدم جيكوب غريم -المعروف بقصصه الخيالية- القاعدة النسبية في كتابه قواعد اللغة الألمانية الحديثة، الذي حاول إيضاح التطور في اللغات الجرمانية ذات الأصل المشترك، يُعد أول دراسة منهجية للاختلاف التطوري للغة.
لم يكن باستطاعة راسك وغريم تفسير الحالات الاستثنائية الواضحة في التغيرات اللفظية المُكتشَفة. لكن هيرمان غراسمن فسّر إحدى الحالات الشاذة عند نشره قانون غراسمن عام 1862، أحدث كارل فيرنر طفرةً عام 1875، عندما عرّف أسلوبًا يُعرف الآن بقانون فيرنر، أول تغير لفظي يستند إلى دليل نسبي، إذ يظهر أن التغير الصوتي في لكنة معينة يستند إلى عوامل أخرى متعلقة بالكلمة نفسها مثل الصوتيات المتجاورة وموضع اللكنة، ما يُعرف الآن بمواضع الشرط.

### نهج النحويين الجدد
اكتشف النحويون الجدد المزيد من الاكتشافات المشابهة في جامعة لايبزغ في نهاية القرن التاسع عشر، ما قادهم إلى استنتاج أن جميع التغيرات الصوتية هي تغيرات نظامية في نهاية المطاف، نتيجةً لذلك نُشِر تصريح كارل بروغمان وهيرمان أوستوف عام 1878 ومفاده: لا توجد استثناءات في التغييرات اللفظية. تُعد هذه الفكرة أساسًا للقاعدة النسبية الحديثة، إذ تفترض ضرورة التطابق النظامي بين الأصوات في اللغات المتقاربة، ومن ثم تتغير الأصوات النظامية من اللغة البدائية. أدت نظريات النحويين الجدد إلى تطبيق القاعدة النسبية لإعادة هيكلة اللغة الهندو-أوروبية البدائية، إذ إنها العائلة اللغوية الأكثر دراسة. تأقلم اللغويون في دراستهم لبقية العوائل اللغوية، وسرعان ما أصبحت القاعدة النسبية قاعدةً رئيسية للكشف عن العلاقات اللغوية.